# Fractievoorzitter
De fractievoorzitter of fractieleider is de leider van een fractie in een volksvertegenwoordiging. Iedere politieke partij vormt een eigen fractie. Kleinere partijen kunnen afspreken om samen een fractie te vormen, indien ze op zichzelf te weinig raadsleden tellen om als fractie in aanmerking te komen.

## Nederland
In de meeste gevallen is de politiek leider van de partij ook de fractievoorzitter in de Tweede Kamer, tenzij de politiek leider al een functie in het kabinet heeft. 
De politiek leider is het belangrijkste gezicht naar de media van de partij en woordvoerder bij belangrijke debatten zoals de algemene beschouwingen. De politiek leider treedt daarnaast vaak als onderhandelaar op bij kabinetsformaties en ten tijde van een kabinetscrisis, alhoewel hierover geen wettelijke bepalingen staan opgesteld. 
De fractievoorzitter zit niet per se zelf de fractievergaderingen voor. Bij GroenLinks wordt dit gedaan door de politiek coördinator van de fractie, zodat alle Kamerleden vrij kunnen debatteren. Een fractievoorzitter wordt meestal bijgestaan door een vicefractievoorzitter. Vaak is deze persoon verantwoordelijk voor het onderhouden van de fractiediscipline, een rol die met name in Angelsaksische landen vaak een whip wordt genoemd.

## België
Op alle bestuursniveaus (van gemeenteraad tot Senaat) worden fractieleiders aangeduid. In België is het echter niet de fractievoorzitter, maar wel de partijvoorzitter die de politieke lijnen uitzet en de partij naar buiten uit vertegenwoordigt. 
Het fractievoorzitterschap in België wordt vaak toegewezen aan personen met een gedegen parlementaire ervaring. Zijn/haar taak bestaat erin  als voornaamste woordvoerder op te treden voor zijn/haar fractie in het parlement of de raad en de eensgezindheid binnen zijn/haar fractie te bewaren. Bovendien vertegenwoordigt de fractievoorzitter zijn/haar fractie in het politieke bestuur van het parlement of de raad, samen met de voorzitter(s) en de andere fractieleiders. Doel daarvan is de praktische schikkingen in verband met werking van de raad of het opstellen van een kalender van vergaderingen af te spreken. Deze bijkomende taken als fractievoorzitter worden geldelijk vergoed.